# Кавати (Ибараки)
Кавати (яп. 河内町 Кавати-мати) — посёлок в Японии, находящийся в уезде Инасики префектуры Ибараки. Площадь посёлка составляет 44,32 км², население — 9366 человек (1 августа 2014), плотность населения — 211,33 чел./км².

## Географическое положение
Посёлок расположен на острове Хонсю в префектуре Ибараки региона Канто. С ним граничат города Рюгасаки, Инасики, Нарита и посёлки Тоне, Сакаэ.

## Население
Население посёлка составляет 9366 человек (1 августа 2014), а плотность — 211,33 чел./км². Изменение численности населения с 1980 по 2005 годы:
| 1980 | 11 516 чел. |  |
| 1985 | 11 284 чел. |  |
| 1990 | 11 201 чел. |  |
| 1995 | 11 726 чел. |  |
| 2000 | 11 502 чел. |  |
| 2005 | 10 959 чел. |  |

## Символика
Деревом посёлка считается Zelkova serrata, цветком — гортензия, птицей — полевой жаворонок.